# Villardompardo
Villardompardo er en by og kommune i det sydlige Spanien i provinsen Jaén. Den har et indbyggertal på 921 (2024) indbyggere.